# Hartmann (cráter)

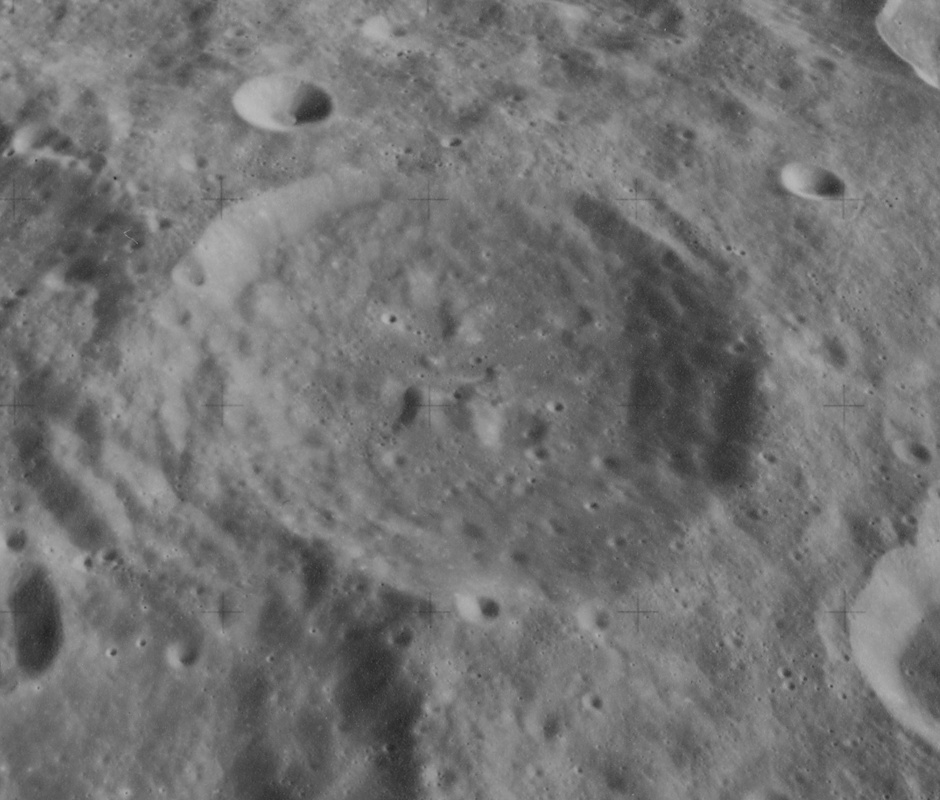
Fotografía de la misión Apolo 16

Hartmann es un cráter de impacto situado en la cara oculta de la Luna, a caballo entre el borde oeste-suroeste de la enorme planicie amurallada del cráter Mendeleev, y de la amplia pared interior de este elemento. Casi unido al borde noroeste de Hartmann se halla el cráter Green.
|  |  |

La posición inusual de este cráter y la proximidad de Green han modelado el extraño aspecto del brocal de Hartmann. Su borde es de forma ligeramente oblonga, con una protuberancia hacia el este. La pared interior es más ancha en el lado oriental, desplazando la plataforma interior (también ovalada y algo irregular) hacia el lado occidental.
Antes de recibir su nombre actual en 1970, era conocido como "Crater 217".

## Cráteres satélite
Por convención estos elementos se identifican en los mapas lunares colocando la letra en el lado del punto medio del cráter que está más cercano a Hartmann.
|          | \| Hartmann \| Coordenadas \| Diámetro \| \| -------- \| ---------------------------- \| -------- \| \| K \| 1°48′N 136°00′E / 1.8, 136.0 \| 13 km \| |          |
| Hartmann | Coordenadas | Diámetro |
| K        | 1°48′N 136°00′E / 1.8, 136.0 | 13 km    |